# Tainai
Tainai (jap. 胎内市 Tainai-shi) ist eine Stadt im Landesinneren der Präfektur Niigata auf Honshū, der Hauptinsel von Japan.

## Geographie

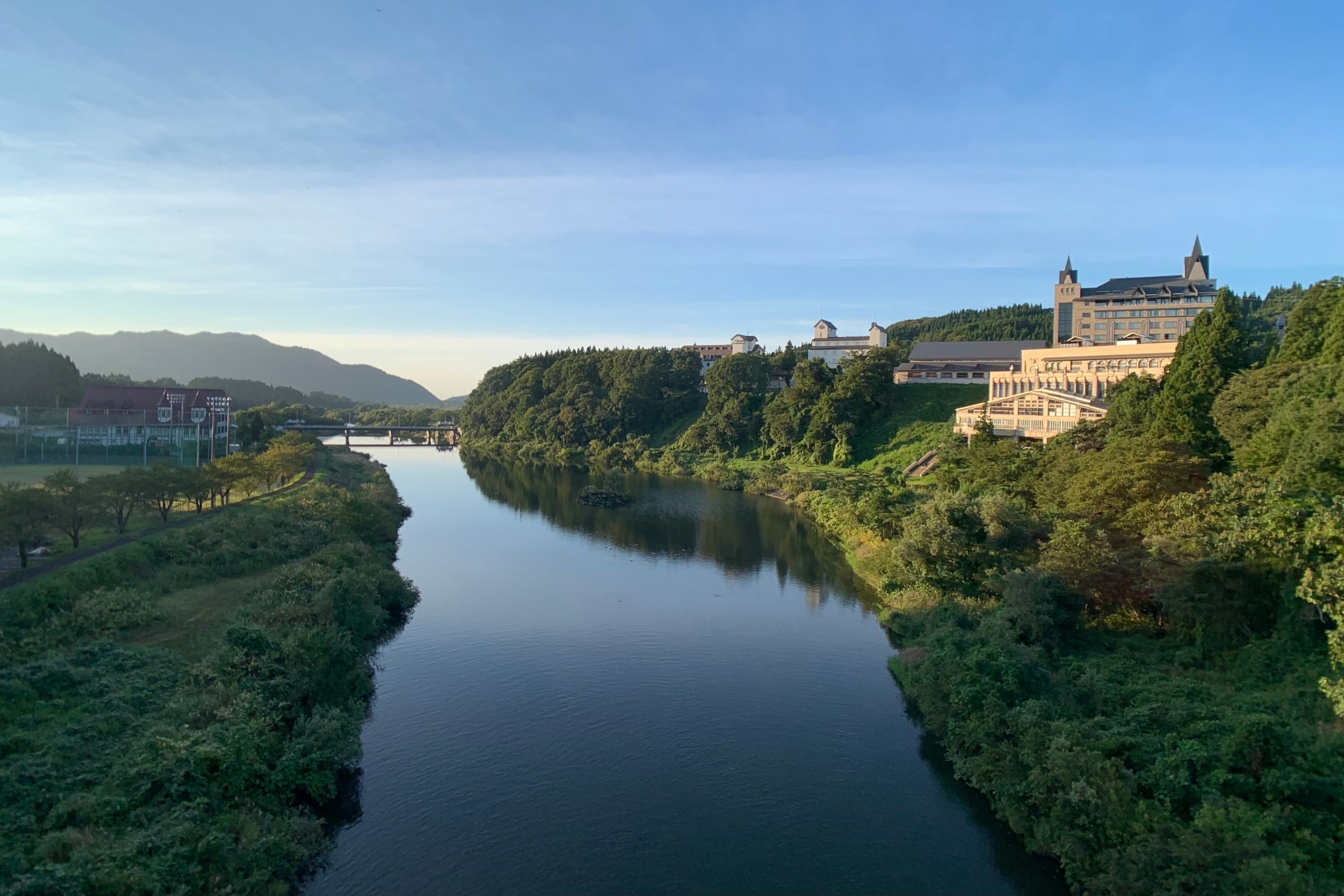
Tainai River und Tainai Resort (September 2021)

Tainai liegt am gleichnamigen Fluss südlich von Murakami und nördlich von Shibata am Japanischen Meer.

## Geschichte
Die Stadt Tainai wurde am 1. September 2005 aus den ehemaligen Gemeinden Nakajo und Kurokawa gegründet.

## Verkehr
- Zug:
  - JR-Uetsu-Hauptlinie
- Straße:
  - Nihonkai-Tohoku-Autobahn
  - Nationalstraße 7
  - Nationalstraßen 113, 290, 345

## Persönlichkeiten
- Isao Homma (* 1981 im damaligen Nakajō), Fußballspieler
- Ryō Sugai (* 1991), Freestyle-Skier und Skirennläufer

## Angrenzende Städte und Gemeinden

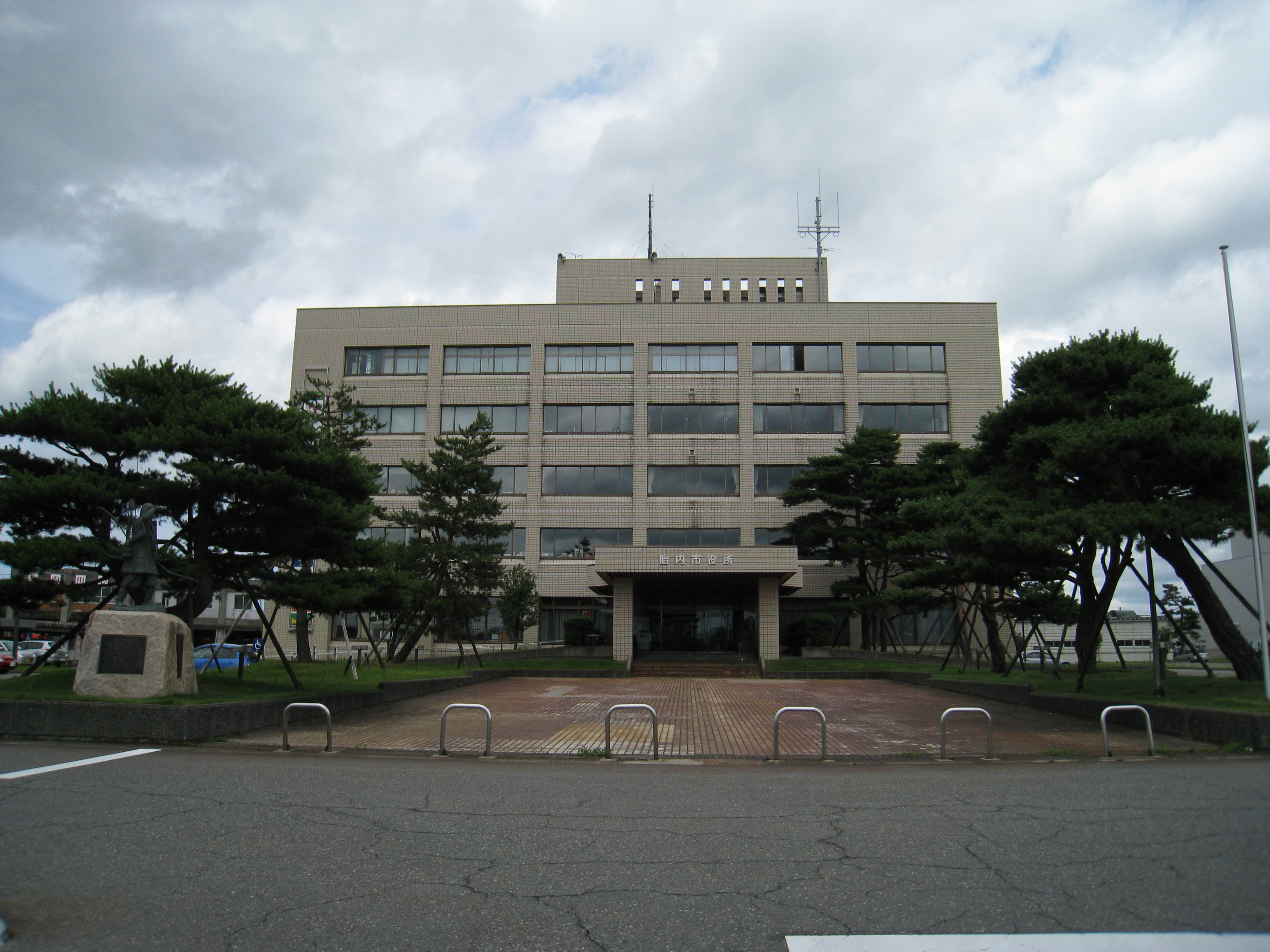
Rathaus

- Präfektur Niigata
  - Shibata
  - Murakami
  - Sekikawa
- Präfektur Yamagata
  - Oguni